# Arlie Duff
Arlie Duff (* 28. März 1924 in Jacks Branch, Texas, als Arleigh Elton Duff; † 4. Juli 1996) war ein US-amerikanischer Country-Musiker. Sein größter Hit war Y'All Come aus dem Jahr 1953.

## Leben

### Kindheit und Jugend
Arlie Duff wurde 1924 in Texas geboren und spielte während seiner High-School-Zeit professionell Basketball. Das Singen brachte ihm sein Vater Adolphus bei und zusammen mit ihm und seiner Schwester Lois trat er in Gottesdiensten auf. Nachdem Duff drei Jahre in der US Navy gedient hatte, studierte er am Stephen-F.-Austin-State-College in Nacogdoches, Texas und spielte weiterhin professionell Basketball.

### Karriere
Danach arbeitete Duff als Englischlehrer, wodurch er später den Beinamen „The Singing School Teacher“ bekam. Zudem hatte Duff einige Songs geschrieben, aber nie ernsthaft darüber nachgedacht, eine Karriere als Musiker zu starten. Sein Freund Gordon Baxter war DJ und riet ihm, sich als Musiker zu versuchen. Duff spielte daraufhin einige Male mit Blackie Crawford zusammen und wurde kurze Zeit später Mitglied in dessen Band, den Western Cherokees.
1953 nahm Duff seinen Song You All Come für das texanische Label Starday Records auf. Der Titel stieg bis auf Platz sieben der Billboard Country-Charts und öffnete Duff die Tore zum Ruhm. Schlagartig war Duff in Shows wie dem Louisiana Hayride, Red Foleys Ozark Jubilee, dem Saturday Night Shindig und auch in der Grand Ole Opry zu hören. Der Titel seines Hits änderte sich im Laufe der Zeit zu Y’All Come und wurde vom Houston Hometown Jamboree als Titelmelodie gewählt. Bill Monroe nutzte den Song von da an, um seine Konzerte zu schließen und auch andere namhafte Stars wie Bing Crosby, Patti Page, Bobby Bare, Faron Young, Grandpa Jones, George Jones, Bobby Vinton, Minnie Pearl, Glen Campbell, Buck Owens, Porter Wagoner, Gene Pitney und Little Jimmy Dickens nahmen ihre Version des Songs auf.
Am 10. Oktober 1954 heiratete Duff Nancy White live während einer Show des Louisiana Hayrides. 1955 wechselte Duff von Starday zu Decca Records, wo er mit dem selbstgeschriebenen Rockabilly-Song Alligator Come Across einen weiteren Charterfolg hatte. Jedoch blieben ihm weitere Hits verwehrt. Als Sänger von Y’All Come blieb er in den USA aber extrem populär und hatte unter anderem auch als Songschreiber von Hits wie It’s the Little Things (Sonny James, George Jones, Marie Osmond), Bulding Memories (Sonny James), Love Me Like There’s No Tomorrow (Sonny James), Til I Heart it From You (George Jones) und Another Story (Ernest Tubb, Leon Redbone) Erfolg. 1953 hatte Duff für Y'All Come einen BMI-Award bekommen, den er 1968 für It’s The Little Things erneut erhielt.
Da der Erfolg Duff verlassen hatte, entschied er sich, das Musikgeschäft zu verlassen, um sich um seine Familie zu kümmern und sich auf Radioarbeit zu konzentrieren. Während er in Colorado Springs bei einem Radiosender arbeitete, nahm er für das kleine Smartt-Label einige unbedeutende Platten auf. 1963 kehrte er nach Texas zurück und arbeitete in Austin sowie bei KKAS in Beaumont. Schließlich ließ er sich in Houston nieder.
1983 veröffentlichte Duff seine Autobiographie Y'All Come und zog einige Jahre später nach Woodbury in Connecticut. Arlie Duff starb 1996 in Waterville während eines Golfspiels. Er hinterließ seine Frau und neun Kinder.

## Diskografie
| Jahr            | Titel                                                             | #         | Anmerkungen         |
| --------------- | ----------------------------------------------------------------- | --------- | ------------------- |
| Starday Records |                                                                   |           |                     |
| 1953            | Y’All Come / Poor Ole Teacher                                     | 45-103    |                     |
| 1953            | A Million Tears / Stuck In The Mud Hole                           | 45-106    |                     |
| 1954            | Country Singing (Along The Road) / When The Saints Go Marching In | 45-127    | mit dem Duff Trio   |
| 1954            | Let Me Be Your Salty Dog / Back To The Country                    | 45-132    |                     |
| 1955            | Courtin’s Here To Stay / Fifteen Cents A Stop                     | 45-176    |                     |
| 1957            | What a Way To Die / You’ve Done It Again                          | 45-302    | mit der Duff Family |
| Decca Records   |                                                                   |           |                     |
| 1953            | Courtin’ In The Rain / She’s A Housewife, That’s All              | 9-29243   |                     |
| 1955            | I Dreamed Of a Hillbilly-Heaven / Lie Detector                    | 9-29428   |                     |
| 1955            | Take It Easy On Me / Pass The Plate of Happiness Around           | 9-29589   |                     |
| 1956            | Home Boy / Oh How I Cried                                         | 9-29866   |                     |
| 1956            | Alligator Come Across / So Close and Yet So Far                   | 9-29987   |                     |
| Smartt Records  |                                                                   |           |                     |
| 1958            | Send Me An Angel / You’re The One For Me                          | 1001/1002 |                     |
| 1958            | A Dark Night, A Lonely Street / Mama, You’ve Had Your Day         | 1003/1004 |                     |
| Musicor Records |                                                                   |           |                     |
| 1967            | Best of Everything / Money Hungry                                 | 1240      |                     |
| 1967            | Speak of the Devil / Touch of Loneliness                          | 1276      |                     |
| Salvo Records   |                                                                   |           |                     |
|                 | In The Big Woods / Croppo Le Blanc                                | 2861      |                     |